# Víctor Alba
Víctor Alba fou el pseudònim de Pere Pagès i Elias (Barcelona, 19 de gener de 1916 - Sant Pere de Ribes, Garraf, 10 de març de 2003), escriptor, periodista i polític català. Fill de Pere Pagès i Jurnet fabricant de teixits de Sabadell i d'Elvira Elias i Bracons. Nebot de Feliu Elias i Bracons. Oncle de Xavier, Georgina, Rosa i Oriol Regàs Pagès.
El 1932 començà a dedicar-se al periodisme polític. Estudià dret a la Universitat de Barcelona. El 1936 s'afilià al Partit Obrer d'Unificació Marxista (POUM), on col·laborà com a redactor amb els mitjans Última Hora i La Batalla. El 1939 fou empresonat pels franquistes i fins al 1945 no fou alliberat. Llavors marxà a París on va col·laborar amb Albert Camus al diari de l'organització francesa de resistència Combat i en la traducció al francès del Cant Espiritual de Joan Maragall. El 1947 es traslladà a Mèxic, on va escriure per La Nostra Revista, Pont Blau, Excelsior; i va dirigir la revista Panoramas. Fou director del Centro de Estudios y Documentación Sociales de México.
Més tard va anar a viure als Estats Units, on treballà en organismes internacionals i exercí com a professor de ciències polítiques a la universitat. El 1968 tornà a Barcelona. I el 1990 va publicar les seves memòries on va repassar la seva vida durant la República.

## Biografia
Escriptor, periodista i activista polític, conegut pel pseudònim de Víctor Alba, nascut a Barcelona el 1916 i mort a Sant Pere de Ribes el 2003. A setze anys s'inicià en la militància en el Bloc Obrer i Camperol (BOC) i en el periodisme polític com a col·laborador d'Última Hora, diari de tarda d'Esquerra Republicana de Catalunya (ERC). Després de la fusió del BOC amb Esquerra Comunista per a la formació del Partit Obrer d'Unificació Marxista (POUM), milità en aquest partit i esdevingué redactor en cap del seu òrgan d'expressió, La Batalla. Estudià dret a la Universitat de Barcelona i en esclatar la Guerra Civil espanyola s'integrà a les milícies del seu partit on conegué George Orwell. Empresonat durant la postguerra (1939-1945), fugí a França on col·laborà amb Albert Camus a Combat i amb el qual traduí al francès el Cant Espiritual de Joan Maragall. El 1947 es traslladà a Mèxic on col·laborà en la premsa catalana del país, La Nostra Revista i Pont Blau, i en la premsa mexicana, especialment als diaris Excelsior i Panoramas, a més d'esdevenir director del Centro de Estudios y Documentación Sociales de México. Residí també als Estats Units d'Amèrica, on treballà en organismes internacionals i exercí com a professor a la Kent State University. El 1968 retornà a Catalunya, però continuà vinculat a la universitat americana fins a la seva jubilació l'any 1982. Al llarg de la seva vida publicà gran quantitat d'articles i assaigs polítics sobre les forces polítiques d'esquerra durant la República i el moviment obrer, així com alguna novel·la i les seves memòries. Col·laborà en la premsa diària (diari Avui) fins a pràcticament el moment de la seva mort.

## Obres
Com a escriptor, Pagès va explotar àmpliament els camps del periodisme polític, la novel·la, l'assaig i la història. Generalment amb un estil reivindicatiu, sovint va defensar opinions en contra del corrent majoritari.

### Estudis
- Le mouvement ouvrier en Amérique latine (1953.)

- Historia del comunismo en América Latina (1954.)
- The Latin Americans (1969.)
- Història del BOC (1974.)
- Andreu Nin (1974.)
- Joaquín Maurín (1975.)
- Els problemes del moviment obrer a Catalunya (1976.)
- Historia de la resistencia antifranquista (1978.)
- El Partido Comunista en España (1979.)
- Todos somos herederos de Franco (1980.)

### Novel·les
- Els supervivents (1950.) Ed. Catalonia. Mèxic, DF; reeditat (1996.)
- El pájaro africano (1975.) Ed. Planeta. (Finalista al Premi Planeta 1975.)[5]

### Assaigs
- Insomnie espagnole, prefaci de Jean Cassou (1946.)
- Histoire des républiques espagnoles (1948.)
- Mexique (1963.)
- The Latin Americans. Praeger, Nueva York, 1969
- Retorn a Catalunya (1970.)
- Catalunya sense cap ni peus. Pòrtic, Barcelona (1971.)
- Homo sapiens catalanibus (1974.)
- USA centre de la revolta mundial (1974.)
- Catalonia. A Profile Ed. Praeger, Nueva York (1975.)
- Histoire du POUM, Champ Libre (1975); reeditat. Ivrea.
- Sísif i el seu temps, memòries en tres volums: Costa avall (1990), Costa amunt (1990) i L'emprenyament (1995.)
- Historia social de la vejez (1992.)
- Ciudades sin inaugurar (1993.)
- Los colectivizadores Ed. Laertes, Barcelona (2001.)

### Diccionaris
- Diccionari de la mala llet (1997.)
- Diccionari de les cabronades (2000.)
- Diccionari de les ximpleries (2001.)
- Diccionari d'anònims amb nom (2002.)

## Fons personal
El seu fons personal es conserva a l'Arxiu Nacional de Catalunya. El fons fou conservat pel productor fins que diposità a l'ANC un recull de premsa de temàtica política i social coneguda com a Col·lecció Joaquín Maurín - Andreu Nin, paral·lelament al lliurament al Centre d'Estudis Històrics de Barcelona (Pavelló de la República) del recull d'articles propis inèdits i publicats en diverses publicacions periòdiques estrangeres. Per escrit del 28 d'abril de 2000 manifestà la seva voluntat de reunir la totalitat del seu fons a l'Arxiu Nacional de Catalunya, motiu pel qual tingué lloc l'intercanvi entre les dues institucions de part de la Col·lecció Joaquín Maurín - Andreu Nin pel recull d'articles propis inèdits i publicats en diverses publicacions periòdiques estrangeres. La part de la Col·lecció Joaquín Maurín - Andreu Nin no transferida al Centre d'Estudis Històrics de Barcelona s'integrà al fons Víctor Alba de l'Arxiu Nacional de Catalunya.
El fons inclou la documentació produïda i aplegada pel productor des de la seva època escolar, la Guerra Civil espanyola, el seu empresonament, el seu exili i posterior retorn a Catalunya. Inclou documentació familiar, personal i identificativa; correspondència des de 1934; documentació professional sobre les seves relacions amb el Centro de Estudios y Documentación Sociales de México, el Instituto de Ciencias Políticas de Costa Rica, la Kent State University i sobre la seva col·laboració amb diverses publicacions periòdiques i editorials. Així mateix s'inclou un abundant conjunt de dossiers sobre les seves publicacions, dossiers de lectures i dossiers d'activitats. Però la major part del fons està constituït per la seva obra pròpia que inclou escrits realitzats a la presó, traduccions i monografies. Dins d'aquesta destaquen la llarga sèrie d'articles publicats a l'estranger, el recull Contes de la Model, les seves memòries titulades Sísif i el seu temps. 1916-1990 i els estudis Los colectivizadores; El proceso contra el P.O.U.M. (junio de 1937 - octubre de 1938). Transcripción del sumario, testimonios y sentencia del Tribunal Especial; Sobre la superioridad de las mujeres. El fons es completa amb la documentació gràfica i audiovisual que inclou positius fotogràfics il·lustratius de les seves obres i les seves intervencions en ràdio i televisió.